# Crni Vrh (miasto Vranje)
Crni Vrh (cyr. Црни Врх) – wieś w Serbii, w okręgu pczyńskim, w mieście Vranje. W 2011 roku liczyła 15 mieszkańców.